# إيرا هيرش
إيرا هيرش (بالإنجليزية: Ira Hirsh)‏ هو عالم نفس أمريكي، ولد في 22 فبراير 1922، وتوفي في 12 يناير 2010.